# Muzeum Warszawskiej Prowincji Kapucynów w Zakroczymiu
Muzeum Warszawskiej Prowincji Kapucynów w Zakroczymiu – muzeum z siedzibą w Zakroczymiu. Placówka jest prowadzona przez Zakon Braci Mniejszych Kapucynów, a jego siedzibą są pomieszczenia Centrum Duchowości „Honoratianum”.
Muzeum zostało erygowane w 1993 roku, natomiast jego udostępnienie dla zwiedzających miało miejsce w 1994 roku. Ekspozycja zajmuje dwie sale, w których zgromadzone zostały pamiątki, związane z historią zakonu na ziemiach polskich oraz liczne zabytki sztuki. Wśród eksponatów związanych z członkami zakonu znajdują się m.in. pamiątki po bł. Honoracie Koźmińskim (m.in. relikwie habitu), o. Ryszardzie Grabskim (więźniu sowieckich łagrów), o. Benignusie Sosnowskim oraz  o. Michale Skorupińskim. Natomiast najcenniejszymi zabytkami sztuki, znajdującymi się w zbiorach są: castrum doloris księcia Pawła Karola Sanguszki (zm. 1750) – marszałka wielkiego litewskiego, fundatora kapucyńskich kościołów w Lublinie i Lubartowie oraz kopia obrazu François Mariusa Graneta pt. Chór kościoła kapucynów w Rzymie. Ponadto prezentowana jest wystawa etnograficzno-misyjna, obejmująca eksponaty pochodzące m.in. z Ameryki Łacińskiej, Afryki i Izraela.
Zwiedzanie muzeum odbywa się po uprzednim uzgodnieniu z opiekunami zbiorów.